# Bananas in Pyjamas
Bananas in Pyjamas, ou Brasil: Bananas de Pijamas , foi uma série de televisão infantil produzida na Austrália pela ABC, lançada em 20 de Julho de 1992, e criada por Helen Harris. No Brasil, sua estreia ocorreu no dia 10 de março de 1997, através do Bom Dia e Cia (apresentado na época por Eliana) do SBT, gerando um grande sucesso no país, sendo que sua última exibição na emissora ocorreu em 2001, quando era apresentado aos sábados, na faixa das 06h00 da manhã, antecedendo o Sábado Animado. Foi também apresentado na TV paga pelo bloco Nick Jr. da Nickelodeon, entre 1998 e 2002. Em 2009, voltou a ser exibida no Brasil, desta vez no programa Clubti da TV Aparecida. Em Portugal a série foi emitida pela RTP. Foram, apenas em licenciamento de produtos, mais de US$ 4 milhões remetidos ao país de origem da série.
Em maio de 2011, a série foi renovada pela Southern Star Group. A nova série animada em 3D teve sua primeira exibição no Brasil pelo canal Discovery Kids em 6 de janeiro de 2012.

## Conteúdo
Na versão original, os protagonistas são duas bananas antropomórficas chamadas de B1 e B2, os irmãos ursos Teddy Amy, Lulu e Morgan (Ana, Lucia e Mario na versão portuguesa), o Rato de Boné (Rat-in-a-Hat, na versão original) e um passarinho preto e mudo chamado Maggie, além dos outros animais como Tolstoy a tartaruga, Adrian a aranha e os animais da fazenda da Avenida dos Agrados. Os bananas, os teddys e o Rato de Boné vivem na mesma vizinhança na Avenida dos Agrados. Tanto os Bananas quanto os teddys e o Rato foram interpretados por atores com trajes semelhantes aos Teletubbies. Nos primeiros episódios, as vozes dos personagens foram fornecidos pelas mesmas pessoas que estavam dentro do traje, mas depois decidiu-se duplicar as interpretações, devido ao cansaço dos atores pelo pesado e quente figurino que deviam levar. O programa começou em 1992 e terminou em 2000, completando uma série de 7 temporadas e 356 episódios, mais voltou como série animada em 2011. 

## Produção

### Inspiração
Os personagens foram inspirados em uma canção de 1967, escrita para crianças, do compositor britânico Carey Blyton, sobrinho do autor e compositor de renome Enid Blyton. A canção está para os falantes da língua inglesa, a mesma coisa que "Boi da Cara Preta" ou "Marcha Soldado" é estão para os brasileiros, ela fala sobre um número (indeterminado) de bananas de pijamas brincando e perseguindo alguns ursos de pelúcia. No final da canção, é dita a frase: "catch them unawares", que significa que as bananas gostariam de "pegar desprevenidos" os ursos de pelúcia. Uma curiosidade é que essa música foi usada por muitos anos no programa australiano Play School, acompanhada por uma animação que mostrava pares de bananas usando pijamas listrados de azul-e-branco. Isso fez com que fossem fabricadas "banana de pelúcia " que fazia parte do "elenco de brinquedos" do programa australiano. Os bonecos se tornaram a inspiração para a aparência física dos personagens "B1" e "B2", que estrelaram mais tarde a série infantil "Bananas de Pijama". Apesar de, na canção e na animação, o número de bananas e teddys não serem determinados (podendo ser muitos), quando a série foi feita, eles foram representados apenas por duas bananas que usavam pijamas listrados, e três ursos de pelúcia.

## Personagens
- B1 Br: Marcelo Campos
- B2 Br: Ivo Roberto
- Rat-in-a-Hat (Rato de Boné, dublado por Jeremy Scrivener) Br: Mário Vilela
- Amy (Ana no Portugal, dublada por Jennifer Hale) Br: Isabel de Sá
- Morgan (Mario no Portugal, dublado por Jodi Scliffe) Br: Mário Lúcio de Freitas (1ª voz) e Tatá Guarnieri (2ª voz)
- Lulu (Lucia no Portugal, dublada por Taylor McWayns) Br: Eleonora Prado
- Maggie, a pagarela
- Tolstoy, a tartaruga